# Zasada jednej kropli krwi

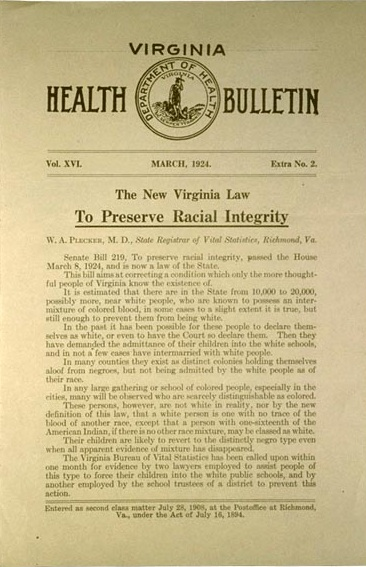
Ustawa o nienaruszalności rasowej Zgromadzenia Ogólnego Wirginii (the Racial Integrity Act) definiująca, że za „białego” może być uważana tylko osoba nie posiadająca „nawet śladu”, lub „jednej kropli” krwi innej rasy, 1924

Zasada jednej kropli krwi (ang. one drop of blood rule; zasada jednej kropli, ang. one-drop rule) – obowiązująca w ustawodawstwie części stanów USA do 1979 roku oraz w szerokim zakresie społecznie uznawana w tym państwie zasada, że człowiek, który posiada domieszkę choćby „jednej kropli krwi” rasy czarnej, a w szerszym rozumieniu innej niż biała, nie może być uważany za białego. Zasada ta była podstawą wprowadzenia w niektórych stanach zakazu małżeństw międzyrasowych zniesionego w 1967 i powiązanego z eugeniką the Racial Integrity Act z 1924, zniesionego w 1979 roku.

## Rasizm amerykański po zniesieniu niewolnictwa
Zniesienie niewolnictwa w Stanach Zjednoczonych w 1865 roku na mocy 13. poprawki do Konstytucji USA spowodowało, że wielu zwolenników wyższości białej rasy, głównie spośród WASP-ów, zwłaszcza na Południu, poszukiwało innych sposobów dominacji oraz segregacji rasowej. Zrezygnowali oni wpierw z dotychczasowych uzasadnień ideologicznych religijno-rasowych, których podstawą była doktryna przekleństwa Chama, zgodnie z którą Murzyni, jako potomkowie Chama, przeznaczeni są do niewolnictwa. Już w 1867 roku pojawił się pogląd, iż od Noego pochodzą wyłącznie biali, natomiast żółci i czarni w ogóle nie są potomkami Adama i Ewy, w związku z czym nie są takimi samymi ludźmi jak biali. Pogląd ten rozpropagował pastor Kościoła Metodystyczno-Episkopalnego Buckner H. Payne (1799-1889) z Nashville w publikacji pod pseudonimem Ariel: Ariel or the Ethnological Origin of the Negro (w innym wydaniu: The Negro: What is his Ethnological Status). Twierdził on w niej, że przedstawiciele innych ras przetrwali Potop na Arce wśród zwierząt. Payne wywołał swą publikacją szeroką dyskusję, znacząco przyczynił się do odrzucenia doktryny przekleństwa Chama i zaostrzenia poglądów rasistowskich w okresie rekonstrukcji. Pomimo krytyki był uważany za „największy umysł Południa”.
Preadamityzm głoszący, że inne rasy niż biała zostały stworzone przez Boga, wraz ze zwierzętami, przed Adamem, jako religijna forma poligenizmu, stał się popularny w USA w latach 70. i 80. XIX wieku. Znaczącym zwolennikiem tej doktryny był Lester A. Hoyle, który w 1875 roku napisał książkę The Pre-Adamite, or who tempted Eve? Tytuł wynikał z tego, iż twierdził w niej m.in., że wężem, który zwiódł Ewę, był człowiek odmiany żółtej, „piękny i bystry przodek Chińczyków”. Według niego Potop był karą za mieszanie się białych potomków Adama z preadamitami, dlatego należy wprowadzić separatyzm białych od pozostałych ras. Autor wyróżnił pięć ras ludzkich: mongoloidalną, negroidalną, malajską, białą i rasę Indian amerykańskich. Założył, że nie jest możliwe, by taka różnorodność pochodziła od jednego przodka. Powtarzając tezy Thomasa Huxleya i Karola Darwina o podobieństwie między małpą a człowiekiem, jednocześnie odrzucał ich teorię ewolucji. Według niego ze wszystkich ras ludzkich Bóg najwcześniej stworzył czarnoskórych, „prawdopodobnie razem z małpami, do których są podobni”, po nich kolejno inne rasy, a na końcu białego człowieka. Na ten czas przypada początek amerykańskiego strachu przed „żółtym niebezpieczeństwem”, pod wpływem zwiększania się liczby taniej chińskiej siły roboczej. Rezultatem tego było wprowadzenie prawnej dyskryminacji chińskiej ludności przez Page Act z 1878 oraz Chinese Exclusion Act z 1882 roku. Lester A. Hoyle wprowadził też pogląd, iż Słowianie zostali „skażeni rasą mongoloidalną”, dlatego nie zaliczają się do „czystych białych”.
Następnie rasistowski preadamityzm rozpropagowali: Alexander Winchell w pracy Adamites and Preadamites z 1878 roku oraz William Campbell w rozprawie Anthropology for the People: A Refutation of the Theory of the Adamic Origin of All Races z 1891 roku, obszernie uzasadniając odrzucenie poglądu o pochodzeniu trzech odmian człowieka od trzech synów Noego na rzecz preadamityzmu. Campbell doszedł do wniosku, że „nie jest możliwe, by biali i kolorowi pochodzili od tego samego przodka”. Według niego, „skoro Bóg stworzył człowieka na swój obraz i podobieństwo oraz oddał mu ziemię we władanie, a biali ludzie jednoznacznie dominują, to Adam był biały”. Twierdził on też, że nie mógł się narodzić czarnoskóry poeta czy naukowiec, jeśli nie miał ani odrobiny domieszki białej krwi.

## Murzyn to bestia

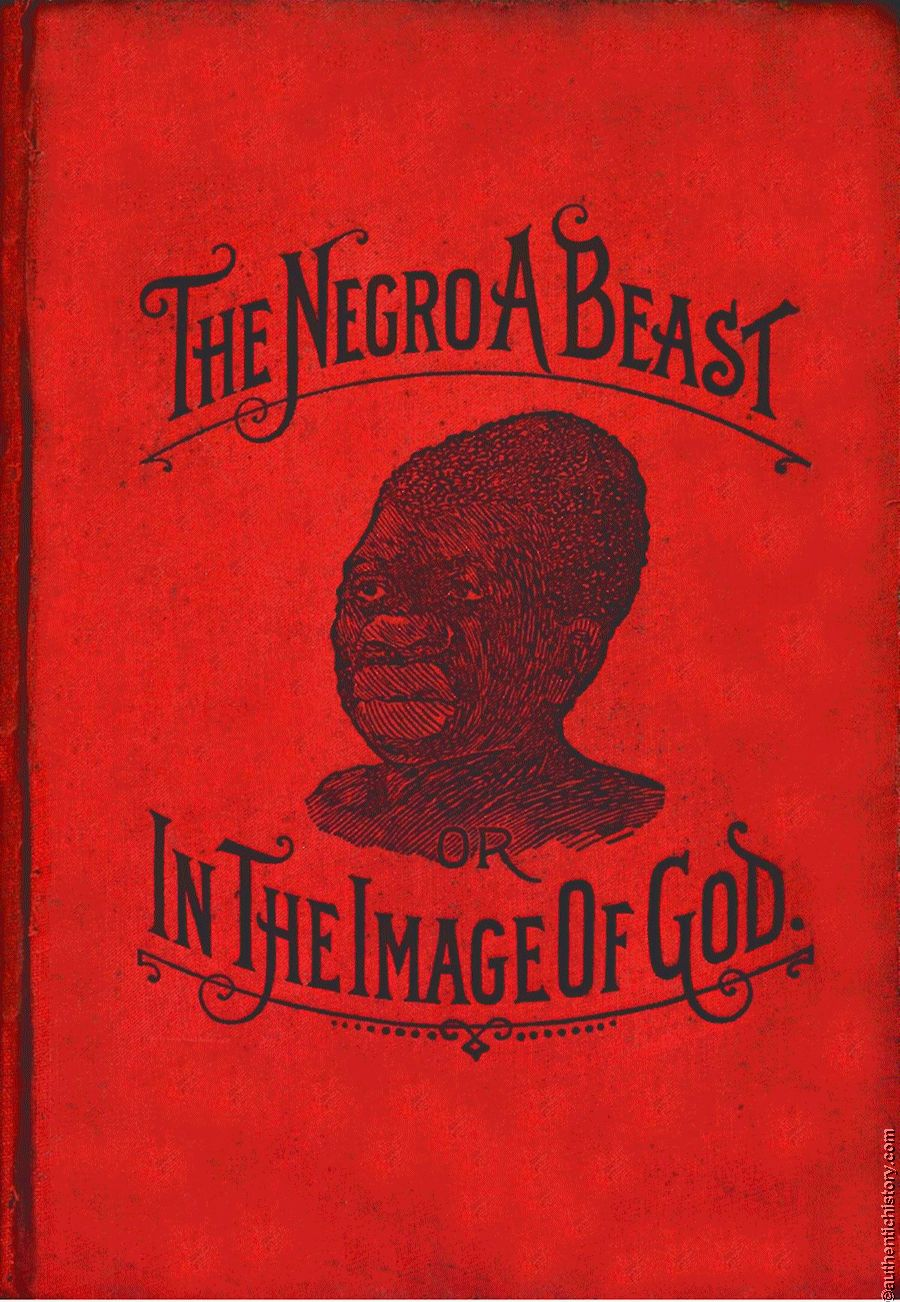
Murzyn to bestia, okładka, 1900

W 1900 roku ukazała się w Stanach Zjednoczonych książka pod tytułem The Negro a Beast; or, In the Image of God (w innych wydaniach: The Negro is a Beast, Murzyn jest bestią). Jej autor Charles Carroll odrzucił preadamityzm z poprzednich trzech dziesięcioleci, a w zamian głosił pogląd, iż „czarni pochodzą od małp, z którymi współżył Kain, gdyż żadna córka Adama nie zbliżyłaby się do człowieka naznaczanego przez Boga specjalnym znamieniem” (jakim był, zgodnie z doktryną znamienia Kaina, czarny kolor skóry). Według Carrolla kolejne pokolenia dzieci Kaina były płodne i dały początek „Murzynowi – najniższej z tak zwanych ras ludzkich”. Dowodem na pochodzenie czarnych od Kaina była dla niego jakoby niemożność stworzenia czarnej cywilizacji. Argument, że gdyby czarni żyli w czasach przed Potopem, poginęliby w nim, zbijał twierdzeniem, że Noe zabrał „Murzynów i inne domowe zwierzęta” na Arkę. Carroll krytykował też teorię ewolucji, odrzucając z oburzeniem wszelkie sugestie, „jakoby Murzyn pochodził od tych samych małpoludów, od których wywodzi się człowiek”. Według niego także założenie, że „biały człowiek jest najlepszą z ras ludzkich, a czarny – najgorszą, jest błędne. Ateiści źle interpretują naukowe odkrycia: czarny nie miał być najgorszym spośród ludzi, lecz najdoskonalszą z małp”. Dowodem na to dla niego była budowa małp człekokształtnych, które nazywał „małpami murzynokształtnymi” (ang. negro-like apes). Twierdził, że „Murzyn jest bestią, ale stworzoną z umiejętnością mowy i rękami, aby mógł służyć swojemu panu – białemu człowiekowi”, jednak DNA małpy jest w nim tak silne, że nawet gdyby czarni mieszali się w sposób ciągły z białymi, nadal nie byliby uważani za w pełni ludzi.
Opierając się na tych poglądach, Charles Carroll wysunął twierdzenie, że potomkowie Kaina i małp („bestie”) pozbawieni są duszy. Twierdził on, iż „Jedynie ciało z ciała Adama ma duszę, wszystkie inne stworzenia mające ciało, duszy nie posiadają. Pozbawione jest jej też potomstwo Kaina i tych białych, którzy współżyli z czarnymi. Ponieważ nie można mieć jedynie części duszy, Mulaci są jej pozbawieni w takim samym stopniu jak czarni”. Według Carrolla wystarczy „jedna kropla krwi” niebiałej rasy, by potomstwo nie miało duszy.

## Zasada jednej kropli w ustawodawstwie
Książka Murzyn jest bestią wywarła ogromny wpływ na mentalność białych Amerykanów w pierwszych dziesięcioleciach XX wieku. Począwszy od pierwszego wydania była sprzedawana w handlu obnośnym „od drzwi do drzwi” na całym Południu. Wpływu tego nie zdołały powstrzymać publikacje polemiczne, jak książka The negro is a man : a reply to Professor Charles Carroll's book „The negro is a beast; or, In the image of God”, którą napisał W.S. Armistead w 1903 roku. Podobnie szerokie oddziaływanie miały powieści Thomasa Dixona i ich ekranizacje. W pierwszej części najpopularniejszej trylogii, The Clansmen, pisał on, iż Murzyn to „pół dziecko-pół zwierzę”. Jego poglądy również miały wpływ na legislację. Książka Carrolla, którą Edward Atkinson, założyciel Anti-Imperialist League, nazwał „najbardziej bluźnierczą książką, jaka ukazała się w tym kraju”, rozpowszechniona wśród „białej biedoty” w „stanach bawełnianych”, miała znaczący udział w podniesieniu „kwestii rasowej” w tym czasie.

Mapa obowiązywania w USA zakazu małżeństw międzyrasowych. Na czerwono zaznaczone są stany w których obowiązywał on do 1967 roku

Poglądy te stały się podstawą do wprowadzenia w południowych stanach „zasady jednej kropli” (ang. one-drop rule), zgodnie z którą osoba posiadająca domieszkę choćby „jednej kropli krwi” innej rasy, nie jest rasy białej i nie może zawrzeć małżeństwa z „czystym białym”. Aby zapobiec mnożeniu się „bezdusznych bestii” uchodzących za białych, w południowych stanach począwszy od 1910 roku zaczęto wprowadzać ustawowe zakazy takich małżeństw, a konkubinat „czystych białych” z osobami posiadającymi choć „jedną kroplę krwi” niebiałej rasy był karany więzieniem. Prawo to obowiązywało w Tennessee i Luizjanie od 1910, w Teksasie i Arkansas od 1911, w Mississippi od 1917, w Północnej Karolinie od 1923, w Wirginii od 1924, w Alabamie i Georgii od 1927, w Oklahomie od 1931 roku.
W Wirginii prawo to zostało powiązane z eugeniką poprzez Racial Integrity Act z 1924 roku, mający zapobiegać m.in. rodzeniu „hybryd” oraz „aspirowaniu negroidów do białej rasy”. Wnioskodawca tej ustawy, lekarz Walter Plecker, zaproponował wyjątek dla pochodzenia indiańskiego w wymiarze 1/64, dopuszczono jednak posiadanie jednej szesnastej krwi indiańskiej ze względu na to, iż wielu senatorów stanu Wirginia i tzw. First Families of Virginia szczyciło się pochodzeniem od wodzów indiańskich, w tym księżniczki Pocahontas. Stany: Floryda, Indiana, Kentucky, Maryland, Missouri, Nebraska, Północna Dakota i Utah były pod tym względem bardziej liberalne, dopuszczając domieszkę 1/16, bądź 1/32 krwi innej niż biała dla osób uznanych za białych. Federalną podstawą prawną do takich legislacji były Prawa Jima Crowa z 1896 roku, wszakże zakazy małżeństw międzyrasowych, nie tak rekstrykcyjne, istniały już wcześniej z innych powodów i poza Południem wcześniej też zostały zniesione.
Zasada jednej kropli zasadniczo zmieniła poglądy Amerykanów w kwestii identyfikacji rasowej i relacji międzyrasowych. W latach 1790–1820 mieszkańcy USA dzielili się prawnie na wolnych (białych) i niewolników. W 1820 wprowadzono dodatkową kategorię „wolnych kolorowych” (ang. free colored persons). W 1850 prawo amerykańskie rozróżniło białych, czarnych i Mulatów czyli osoby o pochodzeniu mieszanym biało-czarnym. Zwyczajowo wśród Mulatów rozróżniano kwarteronów (ang. Quadroon) czyli czarnych w 1/4 oraz oktoronów (ang. Octoroon) czyli czarnych w 1/8. W 1890 te dwa pojęcia zostały prawnie uznane i stosowane w spisach ludności. Określenie Mulat oznaczało wówczas ściśle pochodzenie w 1/2 czarne i białe. Od początku XX wieku te precyzyjne pojęcia zaczęto ograniczać, wpierw do białych, czarnych i Mulatów, a od 1930 roku całkowicie zanikło pojęcie mieszanego pochodzenia. Wszystkie osoby posiadające jakiegokolwiek murzyńskiego przodka są odtąd w USA uważane za „czarne”. Oprócz tego uznane są też identyfikacje: Azjata, rdzenny Amerykanin, Hawajczyk, Latynos. W 2000 roku dopuszczono podanie w spisie ludności paru identyfikacji rasowych. Z możliwości tej skorzystało 7 mln osób i liczba w kolejnych latach wzrosła.
Zakazy małżeństw międzyrasowych, oparte na zasadzie jednej kropli krwi, zostały uznane za sprzeczne z Konstytucją 12 czerwca 1967 roku, na mocy precedensowego wyroku Sądu Najwyższego w sprawie Loving versus Virginia.

## Kontrowersje
Zasada jednej kropli krwi sprawiła, że w społeczeństwie amerykańskim osoby wyglądające na białe i posiadające 7/8, 15/16, czy nawet 31/32 przodków białych, były uważane za Murzynów i doświadczały z tego powodu dyskryminacji. Wśród nich był Walter Francis White (1893–1955) dyrektor Krajowego Stowarzyszenia na Rzecz Popierania Ludności Kolorowej w latach 1929–1955. Spośród 32 jego praprapradziadków 27 było białych, a pozostałych 5 zaklasyfikowano jako czarnych, w związku z czym w świetle prawa był „czarny”. W swej książce na ten temat napisał: „Jestem Murzynem. Moja skóra jest biała, moje oczy są błękitne, moje włosy są blond”.
Kongresmen Thomas C. Sawyer podczas debaty na ten temat, toczonej przed spisem ludności z 2000 roku zwracał uwagę, iż zasada jednej kropli krwi wciąż wyróżnia rasizm USA spośród innych krajów świata. Konieczność przypisania człowieka do określonej rasy w tak mieszanym społeczeństwie jak amerykańskie określono w debacie jako „szaloną”. Prof. G. Reginald Daniel z Uniwersytetu Kalifornijskiego stwierdził w niej: „Stworzyliśmy koszmar dla ludzkiej godności. To, czym jest ten obecny dyskurs, to zniesienie przykrywki dla rasistowskiego ucisku w naszych instytucjach i umożliwienie ludziom utożsamiania się z całością ich dziedzictwa”. Pomimo dziesiątków lat starań nadal nie przywrócono też prawnie kategorii Mulata. W 1986 roku Sąd Najwyższy odmówił uchylenia wyroku sądu niższej instancji z Luizjany uznającej mieszkankę stanu za „czarną”, chociaż jej murzyńscy przodkowie byli w zdecydowanej mniejszości. Prof. Daniel stwierdził: „Jesteśmy jedynym krajem na świecie, który stosuje zasadę jednej kropli; a jedyną grupą, do której stosuje się zasadę jednej kropli, są ludzie pochodzenia afrykańskiego”.
Zgodnie z zasadą jednej kropli krwi zakwalifikowani jako „czarni”:

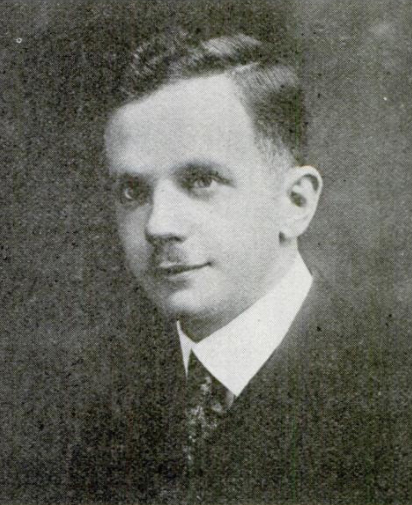
Walter Francis White(inne języki)
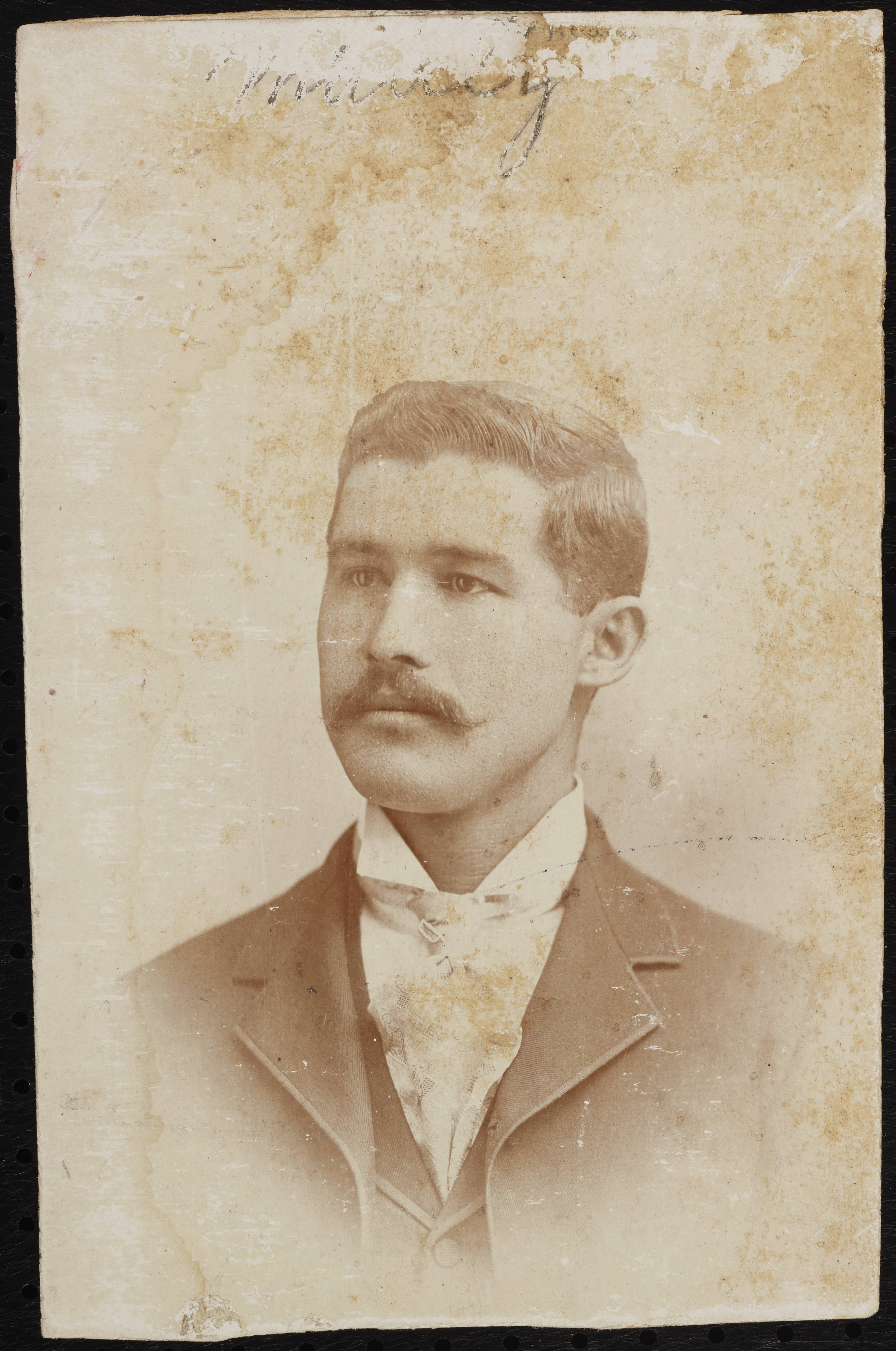
Alexander Manly(inne języki)
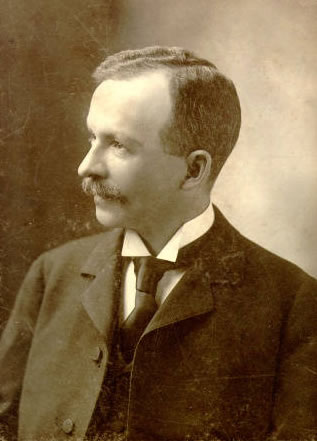
Charles W. Chesnutt(inne języki)
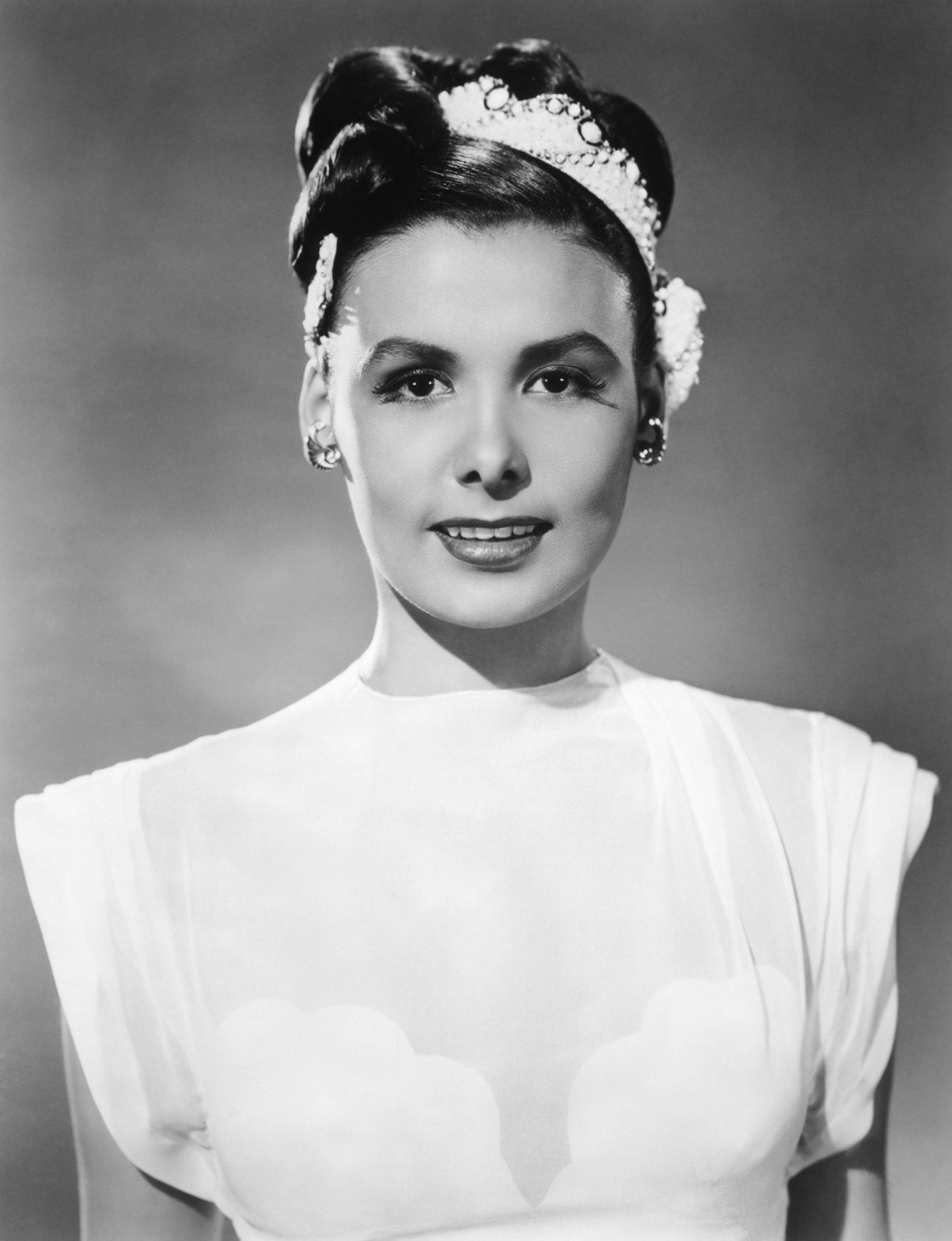
Lena Horne